# Агапітов Дмитро Андрійович
Дмитро́ Андрі́йович Агапі́тов (24 листопада 1997 , Євпаторія, Автономна Республіка Крим ) — старший матрос Збройних сил України, учасник російсько-української війни, що відзначився під час російського вторгнення в Україну у 2022 році.
Перебував на катері «Кременчук», служив на посаді моториста-електрика. Разом з іншими моряками був заблокований у порту Маріуполя. Згодом опинився в полоні у ворога. Після зустрічі в Оленівці представники Червоного Хреста зв'язалися із дружиною і підтвердили, що Дмитро Агапітов живий.

## Нагороди
- Орден «За мужність» III ступеня (2022) — за особисту мужність і самовіддані дії, виявлені у захисті державного суверенітету та територіальної цілісності України, вірність військовій присязі[2][3].